# Shadow of the Colossus
Shadow of the Colossus (ワンダと巨像 Wanda to Kyozō?, lit. «Wander y el coloso») es un videojuego de acción-aventura desarrollado y publicado por Sony Computer Entertainment (SCEI) para PlayStation 2. El juego fue publicado en Norteamérica y Japón en octubre de 2005, y posteriormente en Europa en febrero de 2006. Fue creado por el Estudio Internacional de Producción 1 de SCEI, el mismo grupo de desarrollo responsable del éxito de culto Ico.
El juego trata de un joven conocido únicamente como Wander (del inglés wanderer, (‘vagabundo’), que debe viajar a caballo a través de un vasto territorio y derrotar a 16 gigantes, conocidos colectivamente como «Colossi» («colosos» en español) para devolver la vida a una joven llamada Mono. El juego es inusual entre los videojuegos de acción-aventura por el hecho de que no hay pueblos o calabozos para explorar, no hay personajes con los que interactuar y no hay otros enemigos a los que enfrentarse aparte de los colosos. Shadow of the Colossus ha sido descrito como un juego de rompecabezas, ya que hay que descubrir y explotar la debilidad de cada coloso antes de poder derrotarlo.
En la conferencia de Sony del E3 de 2017 fue anunciado un remake exclusivo para PlayStation 4 del juego con gráficos renovados y mejoras en el rendimiento desarrollado por Bluepoint Games, responsables de otros remakes de calidad como God of War collection para PlayStation 3 o el más reciente Uncharted: The Nathan Drake Collection. La versión fue lanzado finalmente en febrero de 2018.

## Mecánica del juego

### Básico
El progreso a través de Shadow of the Colossus es cíclico; se comienza en un punto central en un territorio extenso, donde el jugador busca a un coloso, lo derrota y regresa de inmediato al punto central para repetir el proceso. Para encontrar a cada coloso, el jugador debe alzar la espada de Wander en un lugar iluminado para reflejar rayos de luz. Estos rayos se unirán cuando la espada apunte al lugar del próximo encuentro. La travesía hacia cada coloso es básicamente un viaje sin muchos obstáculos, con ocasionales desviaciones. La mayoría de los colosos se encuentran en lugares apartados, como acantilados o dentro de ruinas antiguas, y progresivamente tienden a encontrarse más alejados del área central.
Una vez que un coloso es localizado, el jugador debe descubrir sus debilidades para poder derrotarlo. Cada coloso habita una localización única, y muchos de ellos no pueden ser derrotados sin hacer uso del entorno de la batalla. Cada coloso tiene, al menos, un punto débil, indicado por un sello luminoso. Si el área se encuentra iluminada por el sol, el jugador podrá usar su espada para iluminar temporalmente esos sellos, indicados por la concentración de luz. Además, cada coloso posee áreas cubiertas con pelo, de las que uno deberá colgarse y escalar mientras que el enemigo tratará de quitárselo de encima. Se debe escalar con rapidez, ya que el protagonista posee una cantidad limitada de resistencia, indicada por un círculo rosado que se encuentra por encima de la línea de vida, que empezará a disminuir mientras uno se mantenga agarrado de la criatura.
Wander y los colosos tienen barras de vida para indicar su salud. La del coloso disminuirá bruscamente cuando sus puntos débiles sean atacados con la espada, mientras que Wander puede resultar herido por los ataques del coloso o al caer de grandes alturas. A lo largo del juego, Wander únicamente está equipado con una espada y un arco, si bien puede obtener armas extra completando el modo «Ataque cronometrado».
Aunque los colosos son los únicos enemigos, hay fauna en el entorno. Sin embargo, solo una especie tiene efecto en el juego: comer la cola de cierto tipo de lagarto aumenta la resistencia de Wander. Del mismo modo, el jugador también puede encontrar fruta para aumentar la salud máxima del protagonista.

### Pablo y el entorno
El caballo de Wander, Pablo, juega un papel muy importante a lo largo del juego ya que ser un simple medio de transporte no es su única utilidad; además de transportar a Wander, Pablo es vital para poder derrotar a algunos colosos. Sin embargo, hay varios lugares a los que no puede llegar. A veces, los colosos habitan áreas más allá de zonas con mucha agua u obstáculos que deben ser escalados, y por esa razón, Pablo no puede ir más allá ni ayudar en la siguiente batalla.
A medida que el juego progresa debe utilizarse más y más el entorno a favor del jugador. Las primeras dos batallas tienen lugar en arenas simples y amplias, sin muchos obstáculos, con el único objetivo de descubrir cómo escalar y atacar los puntos débiles de los colosos. Sin embargo, para las siguientes batallas debe usarse algún aspecto de la zona de combate.

## Trama y escenario
Durante Shadow of the Colossus, el jugador recibe poca información sobre el pasado de los personajes y su relación. El juego se ubica en un escenario de fantasía en el que la mayoría de sus eventos suceden dentro de una vasta y desolada tierra, conocida como la Tierra Prohibida, separada del mundo exterior por una cadena montañosa al norte y mares al este, oeste y sur. La presencia de ruinas y otras estructuras antiguas indican que fue, en algún momento, un asentamiento.
La región solo es accesible por medio de una pequeña grieta en las montañas del norte, a la que le sigue un gigantesco puente de piedra. Este puente se extiende a lo largo de la mitad septentrional del territorio y termina en un templo gigantesco llamado «Santuario de adoración», que se encuentra en el centro de la península. Sin embargo, y como su nombre señalado anteriormente lo indica, está prohibido entrar a estas tierras, caracterizadas por diversos rasgos geográficos, tales como lagos y desiertos, además de estructuras hechas por el hombre.

### Personajes
El protagonista es conocido como Wander (ワンダ Wanda?, del inglés wanderer, «alguien que deambula»; voz de Kenji Nojima), un joven cuyo objetivo es revivir a una muchacha llamada Mono (モノ?  voz de Hitomi Nabatame). Lo poco que se sabe de Mono es que fue víctima de alguna especie de sacrificio porque se creía que tenía un destino maldito. Ayudando a Wander en su búsqueda se encuentra su fiel caballo Agro (アグロ Aguro?), su único aliado para derrotar a los colosos. Wander también recibe ayuda de una entidad llamada Dormin (ドルミン Dorumin?, voz de Kazuhiro Nakata y Kyoko Hikami). La historia gira en torno a esos personajes, pero además incluye pocos personajes de apoyo, entre los cuales se encuentra Lord Emon (エモン?  voz de Naoki Bandō).
Dormin es una entidad misteriosa e incorpórea conformada por varios seres que residen en el santuario, y que se refiere a sí mismo en plural, hablando con dos voces a la vez (una masculina y una femenina). Su forma física fue separada en dieciséis componentes muchos años antes del comienzo del juego, y cada componente fue sellado dentro de cada coloso por razones desconocidas. Dentro de las leyendas en el mundo del juego, se dice que Dormin tiene el poder de revivir a los muertos, y por esa razón el protagonista se aventura dentro de la tierra prohibida, buscando su ayuda para revivir a Mono. Dormin ofrece revivirla a cambio de que Wander destruya a los dieciséis colosos.
Lord Emon es un chamán que narra una visión en la introducción del juego, explicando vagamente el origen de la tierra a la cual Wander ha llegado y haciendo énfasis en que está prohibido entrar a ese lugar. Se lo retrata como una persona con extensos conocimientos en relación con el encierro de Dormin, y con la habilidad de usar magia muy poderosa. Tiene un pequeño grupo de soldados a su cargo, y persigue a Wander para prevenir la utilización del «hechizo prohibido», el ritual relacionado con la destrucción de los dieciséis colosos y la resurrección de Dormin.
Los colosos son criaturas acorazadas y generalmente enormes, con formas que oscilan desde varios humanoides a animales. Sus cuerpos son mezclas de roca, tierra, piel y algunos elementos arquitectónicos (a menudo en ruinas). Al entrar a su territorio, algunos colosos ignoran al jugador, mientras que otros lo atacan a la primera oportunidad. Habitan lugares específicos dentro de la tierra prohibida, y no se aventuran fuera de su territorio. Una vez derrotados, permanecen donde cayeron como un montículo de tierra y roca que se asemeja vagamente al coloso original.

### Lista de colosos
1. Valus, Minotaurus Colossus (Coloso Minotauro)
2. Quadratus, Taurus Magnus (Gran Toro)
3. Gaius, Terrestris Veritas (Verdad de la Tierra)
4. Phaedra, Equus Bellator Apex (Caballo Guerrero de Élite)
5. Avion, Avis Praeda (Ave de Presa)
6. Barba, Belua Maximus (Bestia Máxima)
7. Hydrus, Draco Marinus (Dragón Marino)
8. Kuromori, Parietinae Umbra (Sombra de la Pared)
9. Basaran, Nimbus Recanto (eco de la Tormenta)
10. Dirge, Harena Tigris (Tigre de Arena)
11. Celosia, Ignis Excubitor (Guardián del Fuego)
12. Pelagia, Pergamanus Pistrix (Gran Monstruo de Mar)
13. Phalanx, Aeris Velivolus (Navegante del Aire)
14. Cenobia, Clades Candor (Lujurioso de la Destrucción)
15. Argus, Praesidium Vigilo (Centinela Vigilante)
16. Malus, Grandis Supernus (Grande Superior)

### "Historia"
La historia de Shadow of the Colossus comienza cuando Wander entra en la tierra prohibida, cabalgando a través del largo puente de la entrada en su fiel caballo, Agro. Conducido al gigantesco Santuario de la Adoración en el centro de la región, lleva consigo un cuerpo envuelto en un manto, el cual deja en un altar en el santuario. Tras quitar el manto, se revela el cuerpo de una doncella llamada Mono. Un momento después, varias sombras con formas humanoides aparecen y se preparan para atacar a Wander, pero él las derrota fácilmente con un movimiento de una antigua espada mágica que posee. Momentos después de vencerlas, la voz de la entidad incorpórea conocida como Dormin se oye desde lo alto del templo, expresando su sorpresa de ver que el recién llegado posee dicha espada. Wander le exige que devuelva el alma de Mono a su cuerpo, lo cual, según relata Dormin, es posible, pero solo si se destruyen los ídolos alineados en la sala del templo. Dormin también indica que esa tarea únicamente puede ser cumplida utilizando la antigua espada para matar a los dieciséis colosos localizados en esas tierras. Cada uno de ellos contiene una parte de la esencia de Dormin, aunque esto no se revela sino en el final del juego.
A pesar de ser advertido de que podría llegar a pagar un gran precio por revivir a Mono, el joven decide buscar a los colosos y destruirlos. Con la muerte de cada coloso, su apariencia física se deteriora, su piel se vuelve más pálida y su cabello más oscuro, mientras que el aspecto de Mono mejora, e incluso se puede oír su voz momentáneamente después de cada victoria a partir de cierto punto del juego. Luego de la muerte del duodécimo coloso, se revela al jugador que Wander está siendo perseguido por un grupo de guerreros dirigidos por un chamán llamado Lord Emon.
Apremiado por Dormin, el protagonista no tarda en derrotar al decimosexto y último coloso. Sin embargo, en el camino a su último encuentro atraviesa un puente ubicado sobre un cañón que comienza a derrumbarse a medio camino. Cuando Agro salta sobre el último trozo del puente, la porción de tierra en la cual aterriza comienza a separarse, haciendo que pierda su estabilidad. Sintiendo el peligro inminente, Agro se sacude hacia adelante, lanzando a su amo hacia tierra firme y sacrificándose al caer a un río varios metros abajo. El grupo de Lord Emon llega al Santuario de la Adoración en el momento en que el último ídolo se derrumba, y Wander aparece poco tiempo después, sus ojos y piel totalmente pálidos, y con dos pequeños cuernos que sobresalen de su cabeza. Declarando que Wander ha sido poseído, Lord Emon ordena a sus guerreros asesinarlo. Mientras lucha por llegar donde se encuentra Mono, un guerrero le dispara en la pierna con una ballesta, lo que causa la aparición de las sombras, y poco después otro le atraviesa el corazón con su espada. Mientras su cuerpo se ve envuelto en sombras, expele sangre negra hasta caer al suelo; una muerte idéntica a la sufrida por los colosos.
De pronto, Dormin posee el cuerpo de Wander, transformándolo en un gigantesco ser sombrío, a la vez que las sombras se fusionan con él. Dormin explica que su propio cuerpo fue separado para sellar su poder, así que renació a través del de Wander. Después de una pequeña batalla entre Dormin y los soldados, uno alcanza a recoger la espada y se la entrega a Lord Emon, el cual la arroja a un pequeño estanque a la entrada de la sala del templo, creando un torbellino de luz que consume rápidamente el cuerpo de Dormin. Wander hace un último intento por alcanzar a Mono, pero poco a poco es atraído hacia el estanque, donde es consumido. Mientras tanto, Emon y sus hombres escapan de la tierra prohibida a la vez que el puente se va colapsando progresivamente detrás de ellos por alguna fuerza desconocida. Tras llegar a la entrada de la tierra prohibida, el puente termina de derrumbarse, y Emon exclama su esperanza de que si Wander pudo sobrevivir a la destrucción de Dormin, algún día sea capaz de comprender sus errores.
En el templo, Mono despierta, revivida por Dormin según el pacto hecho con Wander, y Agro aparece cojeando, con una pata trasera rota. Lentamente, se adelanta hacia el estanque donde fueron absorbidos tanto Dormin como el protagonista, seguido de cerca por Mono. En él, ahora vacío, ambos encuentran a un bebé con cuernos pequeños en su cabeza. Ella lo lleva consigo, siguiendo a Agro a los niveles superiores del santuario, llegando a un jardín en el templo, tras lo que el juego termina.

### Conexiones conIco
Shadow of the Colossus es considerado tanto como un sucesor espiritual y como una precuela de Ico. Varios meses durante y después de la publicación del juego, el director y principal diseñador, Fumito Ueda, mantuvo que el estatus del juego como una protosecuela era simplemente su visión personal del juego y no necesariamente su naturaleza canónica, ya que él quería que los jugadores decidieran las conexiones específicas por sí mismos. Sin embargo, durante una entrevista en marzo de 2006, Ueda reveló que existía una conexión entre los dos juegos: el mundo es el mismo en ambos, con Shadow of the Colossus ubicado un indeterminado tiempo antes que Ico, y el cual finaliza con el nacimiento del primer niño con cuernos. Además, las figuras sombrías que aparecen en el Santuario de la Adoración están conectadas con las sombras que el jugador enfrenta en Ico. Ambos juegos también utilizan el mismo lenguaje ficticio.

## Desarrollo

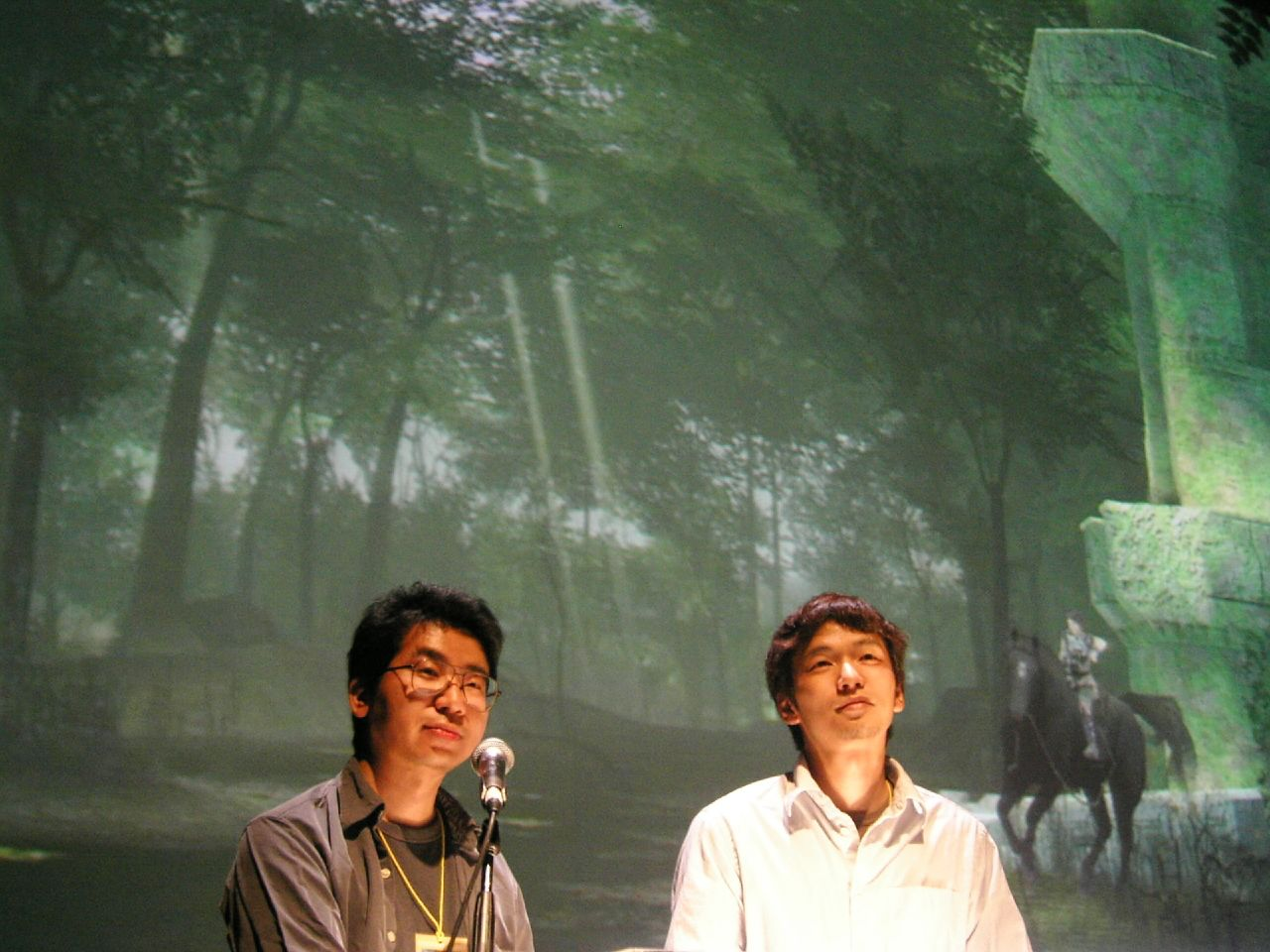
Kenji Kaido (izquierda), productor, y Fumito Ueda, diseñador principal en Art Futura 2005.

Con un equipo de treinta y cinco personas, Shadow of the Colossus comenzó a ser desarrollado en el año 2002 como un proyecto bajo el nombre «Nico» (acrónimo de Next Ico, ‘siguiente Ico’), con la intención de ser una secuela directa de Ico. En la cumbre DICE de 2003, se mostró una prematura demostración técnica del proyecto, en la cual se mostraba a un grupo de muchachos con cuernos enmascarados montados a caballo mientras atacaban y derrotaban a un coloso. No obstante, Fumito Ueda expresó que, en ese momento, era simplemente más sencillo reutilizar el diseño del protagonista de Ico, y que en realidad no deseaba explícitamente una secuela de él. Los pedidos por adelantado de la versión japonesa de Shadow of the Colossus incluyeron un DVD extra con el video de la demo primigenia, un avance describiendo la trama de Nico y una introducción que el equipo de desarrollo quiso usar en el juego.
Ueda y el productor Kenji Kaido mantuvieron un elevado nivel de calidad dentro de su equipo durante la producción. Ueda, perfeccionista declarado, sintió que únicamente uno o dos de entre los 500 artistas que solicitaron trabajar en Shadow of the Colossus alcanzaron su criterio y varias veces pidió cambios en el diseño hasta que reflejase su idea. Por su parte, Kaido retó a los programadores a que desarrollasen una física realista en relación con el movimiento de los colosos y los efectos consecuentes que este movimiento tuviese en Wander, tanto en términos de hacia dónde fuese movido y de cómo podría utilizar estos movimientos a su favor. Por ejemplo, si un coloso se sacudía, Kaido quería que la posición de Wander cambiase de forma realista en consecuencia a esa sacudida. Adicionalmente, si un miembro de un coloso se encontraba en posición horizontal, Kaido quería que el jugador fuese capaz de correr a través de ese miembro como si fuera una superficie plana. Él se refería a estos dos conceptos como «dinámicas y reacciones del jugador» y «deformación de choque orgánico». Las físicas realistas resultantes requirieron que los colosos más rápidos deberían ser a su vez pequeños.
Ueda deseaba que el juego tuviese una presentación única y que cambiase la forma en cómo el jugador y el desarrollador percibían la idea del tipo de jefes que deberían aparecer en los videojuegos. Para alcanzarlo, se aseguró de que los únicos enemigos en el juego fuesen los colosos, de que sólo se pudiese acceder a ellos de uno en uno y de que tuviesen diferentes comportamientos. Aunque limitar la presencia de enemigos a solamente jefes fue lo que se planeó parcialmente para diferenciarlo de otros, Ueda también expresó que fue para asegurarse de que los programadores se centrasen en los colosos para que su calidad fuese máxima. De acuerdo con su enfoque hacia los colosos —y su propia preferencia por controles simples—, planeó que se utilizase un botón del control dedicado en exclusiva para apuntar a los colosos en las batallas.
Algo que le preocupaba a Ueda era el tema de compañerismo entre el jugador y un compañero controlado por la computadora. En Ico, este tema estaba presente a través del protagonista y el personaje Yorda, con la cual el jugador debía trabajar en equipo y proteger a la vez al avanzar a través del juego. En semejanza, otro elemento clave en Shadow of the Colossus es la relación entre Wander y Agro. Al haberlo planeado para que fuese una representación realista de una yegua, Agro no siempre respondía a las órdenes. Como Ueda mencionó: «Una yegua real no siempre obedece. No es como un automóvil o una motocicleta, no siempre se va a dar la vuelta cuando digas “¡gira!”». No obstante, admitió que el equipo tuvo que buscar un balance respecto a su obediencia respondiendo órdenes, y así no llegar a sacrificar la jugabilidad en pos del realismo.
Todos los elementos del juego —incluyendo sonido, jugabilidad y efectos visuales— se utilizaron para alcanzar una atmósfera que diese la sensación de un «héroe solitario», lo cual fue considerado importante por Ueda en el desarrollo del juego. La iluminación, en particular, fue utilizada para establecer un marco oscuro y temible para la tierra prohibida, mientras que la espada del protagonista proporcionaba una manera de navegación que fuera «directa y solo expresable visualmente».
Al igual que Ico, Shadow of the Colossus tiene un estilo distintivo en el uso de la iluminación. El motor de juego usa elementos como insaturados (la diferencia de un color respecto a su propio brillo), motion blurs y high dynamic ranges, con un alto énfasis en el florecimiento de la luz (efecto mediante el cual se producen haces de luz alrededor de objetos muy brillantes).

## Audio
Aunque el juego tiene una extensa banda sonora orquestada, la música solo puede ser oída durante los cortes de escena y los encuentros contra los colosos. Mientras uno está en el santuario o atravesando el territorio no hay sonidos, salvo los generados por el protagonista, su caballo y el entorno. La naturaleza abierta del mundo del juego y la falta de vida, aunada a su limitado uso de la música, ayuda a establecer una atmósfera de soledad, similar a la de Ico.
Roar of the Earth es el nombre de la banda sonora, publicada en Japón el 7 de diciembre de 2005. Actualmente no hay planes de publicar el álbum en otros países. La música del juego fue compuesta por Kô Ôtani («Kow Otani» en los créditos del juego), cuyos trabajos previos incluyen la banda sonora del simulador de vuelo para PlayStation 2 Sky Odyssey y el juego de acción en primera persona Philosoma. También trabajó en varias de las películas de Gamera durante la década de 1990, así como en diferentes animes. Roar of the Earth ganó el premio de «Banda sonora del año» en la revista estadounidense Electronic Gaming Monthly.

## Versión PAL
La versión para los territorios con codificación PAL del juego fue publicada en febrero de 2006. Similar a la publicación en formato PAL de Ico, el juego venía en un paquete de cartón con varias piezas de material gráfico del juego, además de contener cuatro tarjetas ilustradas.
El juego también venía con el documental «Cómo se hizo», un tráiler de Ico y una galería de arte conceptual accesible desde el menú principal del juego. Sony Computer Entertainment también volvió a publicar Ico en territorios PAL junto con la publicación de Shadow of the Colossus, para así promocionarlo con la fama del primero y para permitir que aquellos jugadores que no habían comprado Ico durante su publicación original pudieran completar la colección.
Se ha generado un poco de confusión en las regiones PAL en relación con el nombre oficial del protagonista, debido principalmente al uso en el manual del nombre «Wanda», mientras que en manual estadounidense y en el juego mismo se usa el de «Wander». De hecho, la versión japonesa deletrea el nombre «Wander» como ワンダ (Wanda), que es la transliteración común del nombre inglés «Wanda», de lo que derivó el error en el manual.

## Recepción
La recepción comercial de Shadow of the Colossus fue positiva, con unas 140 000 copias vendidas durante la primera semana de publicación en Japón, alcanzando el número uno en las tablas. Casi el 80% del primer cargamento japonés fue vendido en tan solo dos días. Estas estadísticas se comparan favorablemente con Ico, el cual fue bien recibido por los críticos, pero falló a la hora de vender un número significativo de copias. El juego terminó en la lista de los grandes éxitos de Sony el 8 de agosto de 2006.
A diferencia de Ico, Shadow of the Colossus recibió más reconocimiento, en parte debido a que Sony puso todo su peso detrás de una campaña publicitaria masiva. Se publicitó en revistas de videojuegos, en la televisión y en Internet, incluyendo una campaña de marketing viral lanzada en octubre de 2005. El sitio subía enlaces a varias páginas que declaraban que se había descubierto los restos de cinco gigantes similares a algunos colosos en varias partes del mundo. Algunos especulan que las estadísticas de venta de Ico se podrían haber mejorado de haberse aplicado una campaña similar a la hora de su publicación.

### Respuesta de los críticos
Shadow of the Colossus fue bien recibido por los medios de comunicación, con un promedio de puntuación del 92% en Game Rankings, ubicándolo en la posición 13.ª de los mejores juegos calificados de 2005. Esto incluye a la revista japonesa Famitsu, que lo calificó con un 37/40; la publicación inglesa Edge, que lo puntuó con un 8,7 y Electronic Gaming Monthly, que le otorgó un 8,8/10. La revisión de GameSpot le valió un 8,7 y un comentario que rezaba «la presentación estética del juego es incomparable, para cualquier estándar», mientras que la página multimedia IGN aclamó al juego como «una experiencia asombrosa» y «un título que absolutamente se debe tener», calificándolo con un 9,7/10 dándole el título de "asombroso" y de segundo mejor juego de la plataforma PlayStation 2. GameSpy lo describió como «posiblemente el juego más innovador y visualmente llamativo del año para PS2». Un artículo retrospectivo de Edge lo describió como «una ficción de una temática incuestionablemente rica, un fascinante poder emocional, en el que sus cualidades artísticas fundamentales están completamente unidas con su interactividad».
Varios críticos consideraron la banda sonora como uno de los mejores aspectos del juego. Además del premio a la «Banda sonora del año» por parte de Electronic Gaming Monthly, GameSpot comentó que la música transmitía, y en ocasiones intensificaba, la disposición de cualquier situación determinada, mientras era descrita como «una de las más finas bandas sonoras para videojuegos jamás hecha» por un crítico del sitio europeo Eurogamer.
Sin embargo, el juego fue criticado negativamente debido a su errático framerate (fotogramas por segundo), el cual es generalmente suave al viajar por el paisaje, pero se ralentizaba en situaciones con un ritmo acelerado, como en algunas batallas contra los colosos. También se expresaron ciertas críticas en relación con la cámara del juego, la cual fue comparada por GameSpy como «un oponente al igual que los colosos», «logrando reacomodarse en los peores y más inoportunos momentos». Las opiniones están divididas acerca de la IA de Agro y los controles; mientras que la página de videojuegos Thunderbolt insiste en que el realismo de su movimiento y actitud «crean una experiencia en videojuegos como ninguna otra», e IGN considera su diseño como «casi perfecto en cada aspecto de su implementación», Edge comenta que los controles son «toscos, crudos e impredecibles.» Otros críticos, como Game Revolution y Gamespot, creen que el juego es demasiado corto (el tiempo estimado para acabar el juego se encuentra entre seis y ocho horas) y que tiene poco incentivo para volver a jugarlo ya que cada batalla es un acertijo a resolver.

### Premios
Shadow of the Colossus ha recibido varios premios, incluyendo el reconocimiento por «Mejor diseño de personaje», «Mejor diseño de juego», «Mejores artes visuales» y «Juego del año», así como uno de los tres «Premios de innovación» en los Game Developers Choice Awards de 2006. En la cumbre DICE de 2006, ganó el premio por «Logros destacados en dirección de arte» y fue nominado para «Juego de consola del año» por la Academia de Artes y Ciencias Interactivas, mientras que recibió uno de los dos «Premio al novato especial» en los Famitsu Awards de 2005. Fue nominado a «Mejor música original», «Mejores gráficos artísticos» y «Mejor juego de PS2», así como también al «Frame Rate más irritante» en los premios GameSpot de 2005, mientras que ganó el «Mejor juego de aventura» y «Mejor diseño artístico» en los premios los Mejores de IGN de 2005, que mencionó a Agro como el mejor compañero en la historia de los videojuegos. Dos años después de su lanzamiento, IGN lo posicionó como el cuarto mejor juego de PlayStation 2 de todos los tiempos y luego llegó al segundo mejor juego de PlayStation 2 solo rebasado por Grand Theft Auto III. Games Radar lo premió como «Mejor juego de 2006» (ya que fue lanzado en el Reino Unido a principios de dicho año). El final del juego fue seleccionado como el cuarto momento más grandioso en la historia de los videojuegos por los editores de GamePro en julio de 2006.

## Nueva versión
En su conferencia de prensa en el evento de la Electronic Entertainment Expo 2017, Sony anunció una nueva versión de Shadow of the Colossus para la PlayStation 4. La cual esta programada para un lanzamiento el 6 de febrero de 2018. El remake está dirigido por la empresa Bluepoint, la cual también desarrolló la anterior remasterización de PlayStation 3. La idea de un remake vino después de una conversación que tuvieron los desarrolladores de Bluepoint.
Para Shadow of the Colossus (2018) los desarrolladores rehicieron toda la data básica del juego desde cero, pero el nuevo videojuego conserva el mismo esquema del título original, junto con la introducción de un nuevo esquema de controles. El juego usa el código base original del juego de PlayStation 2. El personal de arte utilizó la PlayStation 2 para crear paridad en el lenguaje de escritura con la versión de PlayStation 4.